# Epígraf (matemàtiques)

Epígraf d'una funció

Una funció (en negre) és convexa si i només si la regió per sobre de la seva gràfica (en verd) és un conjunt convex. Aquesta regió és l'epígraf de la funció.

En matemàtiques, l'epígraf d'una funció real {\displaystyle f:X\to \mathbb {R} } és el conjunt de punts que estan damunt o per sobre la gràfica.
{\displaystyle \operatorname {epi} f=\{(x,y)\in X\times \mathbb {R} \mid y\geq f(x)\}}
 L'epígraf estricte és només el conjunt de punts per sobre la gràfica sense la pròpia gràfica.
{\displaystyle \operatorname {epi} _{S}f=\{(x,y)\in X\times \mathbb {R} \mid y>f(x)\}}